# Список Героев Советского Союза и кавалеров ордена Славы (Полтавская область)
В этом списке представлены, по районам, Герои Советского Союза и полные кавалеры ордена Славы, родившиеся на территории нынешней Полтавской области.

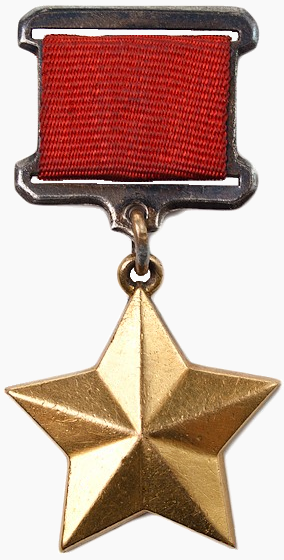
Медаль «Золотая Звезда»

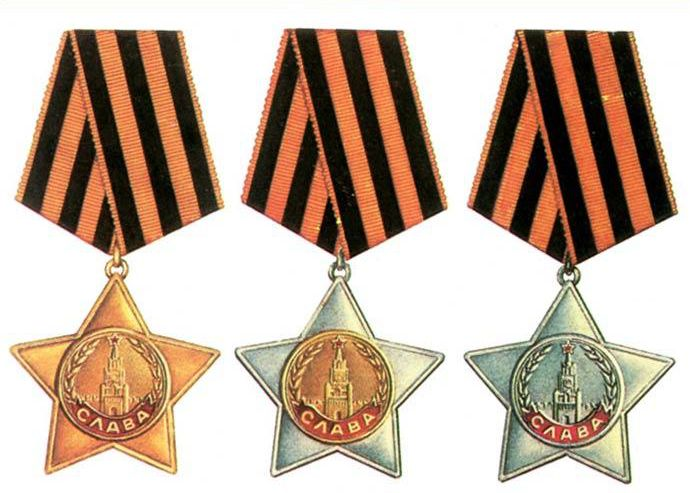
Награды полных Кавалеров ордена Славы

.

## Районы

### Великобагачанский район
1. Бехтер, Гавриил Иванович (кавалер ордена Славы)
2. Василенко, Сергей Иосифович
3. Василенко, Фёдор Емельянович
4. Ветер, Данил Григорьевич
5. Ганущенко, Владимир Васильевич
6. Кияшко, Григорий Григорьевич
7. Кияшко, Михаил Фёдорович
8. Срибный, Сидор Иванович
9. Шепель, Иван Иванович

### Гадячский район
1. Боряк, Василий Семёнович (кавалер ордена Славы)
2. Величай, Михаил Лукич
3. Лимонь, Николай Фёдорович

### Глобинский район
1. Анцеборенко, Павел Афанасьевич
2. Борисенко, Василий Павлович
3. Бурбыга, Иван Григорьевич (кавалер ордена Славы)
4. Дорошенко, Иван Игнатьевич (кавалер ордена Славы)
5. Дьяченко, Фёдор Трофимович
6. Коваленко, Василий Наумович
7. Литвиненко, Иван Фёдорович
8. Панченко, Михаил Тихонович
9. Таран, Пётр Тихонович
10. Федоренко, Василий Владимирович
11. Хильчук, Василий Никифорович
12. Черноволенко, Иван Игнатьевич
13. Шпаковский

### Гребёнковский район
1. Вовк, Михаил Григорьевич (кавалер ордена Славы)
2. Кагамлык, Григорий Сергеевич
3. Рындя, Василий Ильич

### Диканьский район
1. Даценко, Иван Иванович
2. Гапон, Григорий Евдокимович
3. Терещенко, Михаил Кондратьевич[1]

### Зеньковский район
1. Баленко, Александр Алексеевич
2. Правденко, Павел Демьянович (кавалер ордена Славы)
3. Пшеничко, Алексей Леонтьевич
4. Рева, Василий Лаврентьевич
5. Рокитянский, Алексей Анисимович
6. Романченко, Иван Ефимович
7. Саранча, Михаил Ксенофонтович
8. Телюков, Василий Андреевич (кавалер ордена Славы)
9. Фенько, Степан Григорьевич
10. Чирка, Николай Спиридонович

### Карловский район
1. Береговой, Георгий Тимофеевич (дважды Герой Советского Союза)
2. Вязовский, Владимир Андреевич
3. Громницкий, Григорий Михайлович
4. Качалко, Иван Елизарович
5. Кизь, Василий Дмитриевич
6. Кучеренко, Николай Пантелеймонович
7. Максименко, Иван Филиппович (кавалер ордена Славы)
8. Мирошниченко, Виктор Петрович
9. Родинка, Сергей Лаврентьевич

### Кобелякский район
1. Дейнега, Алексей Тихонович
2. Клименко, Тихон Леонтьевич
3. Марченко, Фёдор Илларионович
4. Мужайло, Николай Тимофеевич
5. Семёнов, Андрей Платонович
6. Соломоненко, Иван Иванович
7. Чёрный, Павел Васильевич (кавалер ордена Славы)
8. Шенгур, Иван Петрович

### Козельщинский район
1. Витер, Денис Фёдорович (кавалер ордена Славы)
2. Кравченко (кавалер ордена Славы)
3. Манько, Иван Константинович (кавалер ордена Славы)
4. Миленький, Иван Андреевич
5. Нагнибеда, Семён Маркович

### Котелевский район
1. Брикель, Павел Порфирьевич
2. Дегтярь, Николай Иванович
3. Ковпак, Сидор Артемьевич (дважды Герой Советского Союза)
4. Петренко, Дмитрий Филиппович
5. Спичак, Иван Иванович
6. Шевченко, Алексей Васильевич (кавалер ордена Славы)

### Кременчуг
1. Блувштейн, Александр Абрамович
2. Готлиб, Эммануил Давидович
3. Крупский, Виктор Иосифович
4. Молочников, Николай Моисеевич
5. Приходько, Пётр Сергеевич
6. Таптунов, Юрий Иванович
7. Ткаченко Илья Иванович
8. Халаменюк, Александр Иосифович

### Кременчугский район
1. Баль, Николай Васильевич
2. Глушко, Михаил Филиппович
3. Михайлик, Яков Данилович
4. Новохатько, Михаил Степанович
5. Фещенко, Пётр Васильевич

### Лохвицкий район
1. Бондаренко, Василий Емельянович
2. Дронов, Никита Дорофеевич
3. Лета, Илья Кузьмич
4. Матвиенко, Николай Ефимович
5. Мироненко, Александр Алексеевич
6. Севостьянов, Сергей Фёдорович
7. Сердюк, Григорий Михайлович
8. Усенко, Евгений Иванович
9. Шингирий, Даниил Павлович
10. Шульга, Василий Павлович

### Лубенский район
1. Дейкало, Пётр Григорьевич
2. Кук, Василий Семёнович
3. Меклин, Наталья Фёдоровна
4. Мыцык, Василий Фёдорович
5. Пацюченко, Валентин Фёдорович
6. Пятикоп, Михаил Евгеньевич
7. Рак, Павел Николаевич
8. Рыбкин, Андрей Петрович
9. Сирик, Дмитрий Иванович
10. Стронский
11. Субботин, Валентин Васильевич
12. Федорин, Дмитрий Корнеевич
13. Хало, Владимир Алексеевич
14. Халявицкий, Максим Михайлович
15. Чайка, Алексей Емельянович
16. Шокало, Фёдор Терентьевич (кавалер ордена Славы)
17. Щербань, Афанасий Михайлович

### Машевский район
1. Еретик, Даниил Романович
2. Козка, Иван Федосеевич (кавалер ордена Славы)
3. Остапенко, Иосиф Васильевич
4. Решетник, Иван Григорьевич
5. Романенко, Иван Иванович
6. Саенко, Иван Степанович
7. Тикунов, Григорий Яковлевич
8. Чередник, Иван Яковлевич
9. Шерстюк, Фёдор Семёнович (кавалер ордена Славы)

### Миргородский район
1. Бабенко, Алексей Фёдорович
2. Гричук, Василий Павлович[2]
3. Древаль, Василий Тимофеевич
4. Зуенко, Иван Семёнович
5. Корсун, Николай Нестерович
6. Кривенко, Федосий Пимонович
7. Лазаренко, Василий Григорьевич
8. Марусиченко, Константин Иванович
9. Минин, Фёдор Иванович
10. Мищенко, Алексей Дмитриевич
11. Оноприенко, Иван Алексеевич
12. Посвит, Павел Акимович
13. Рубан, Андрей Фролович
14. Щербань, Иван Филиппович (кавалер ордена Славы)

### Новосанжарский район
1. Безверхий, Алексей Игнатьевич
2. Воротник, Степан Григорьевич
3. Гаврыш, Иван Егорович
4. Герасименко, Андрей Фёдорович (кавалер ордена Славы)
5. Горбенко, Иван Тихонович
6. Дегтярёв, Владимир Арсентьевич
7. Кибкалов, Михаил Моисеевич
8. Науменко, Виктор Петрович
9. Пасько, Алексей Афанасьевич[1]
10. Пятенко, Иван Маркович

### Оржицкий район
1. Бабак, Демид Иванович
2. Власенко, Сергей Платонович
3. Малущенко, Митрофан Егорович
4. Петрик, Афанасий Филиппович
5. Приходько, Сергей Тихонович
6. Шакалий, Василий Ильич (кавалер ордена Славы)

### Пирятинский район
1. Бабак Олег Яковлевич
2. Бидненко, Александр Иванович
3. Иванько, Александр Андреевич
4. Мирвода, Семён Никифорович
5. Нефёдов, Анатолий Иванович
6. Пляшечник, Яков Иванович
7. Пономаренко, Павел Андреевич
8. Сербин, Фёдор Петрович
9. Толстой, Иван Федосеевич
10. Третьяк, Иван Лукич
11. Цыбань, Пётр Федотович

### Полтава
1. Геращенко, Михаил Моисеевич
2. Гетьман, Семён Григорьевич
3. Гончаренко, Владислав Фёдорович
4. Дикун, Георгий Васильевич[1]
5. Кучерявенко, Михаил Иванович
6. Лютый, Александр Сергеевич[1]
7. Мироненко, Виктор Арсентьевич
8. Стадничук, Николай Михайлович
9. Убийвовк, Елена Константиновна
10. Штриголь, Виктор Михайлович
11. Якушев, Анатолий Иванович

### Полтавский район
1. Белоусько, Иван Васильевич
2. Васько, Александр Фёдорович
3. Гордиенко, Пётр Павлович
4. Кива, Филипп Денисович
5. Кулик, Григорий Иванович
6. Мохов, Михаил Иванович
7. Николаенко, Владимир Миронович
8. Олепир, Алексей Иванович

### Решетиловский район
1. Арендаренко, Иван Иванович
2. Бондаренко, Василий Ефимович
3. Давиденко, Иван Евгеньевич (кавалер ордена Славы)
4. Дудка, Лука Минович
5. Корячко, Карп Дмитриевич
6. Олейник, Иван Леонтьевич
7. Поправка, Павел Венедиктович
8. Юрченко, Фёдор Маркович (кавалер ордена Славы)

### Семёновский район
1. Верховский, Евгений Фёдорович
2. Киричек, Сергей Дмитриевич
3. Сихно, Пётр Михайлович
4. Трембач, Константин Григорьевич

### Хорольский район
1. Гриценко, Михаил Илларионович
2. Клепач, Прокофий Фёдорович
3. Леуцкий, Николай Афанасьевич
4. Третьяк, Иван Моисеевич (Герой Социалистического Труда)
5. Чех, Григорий Андронович[1]
6. Шевелёв, Павел Фёдорович

### Чернухинский район
1. Батиевский, Алексей Михайлович
2. Козинец, Александр Лукич (кавалер ордена Славы)
3. Луговой, Василий Петрович
4. Мележик, Василий Афанасьевич
5. Перелёт, Алексей Дмитриевич

### Чутовский район
1. Артюшенко, Александр Трофимович (кавалер ордена Славы)
2. Боровик, Сергей Кононович (кавалер ордена Славы)
3. Кабаковский, Григорий Самойлович
4. Петренко, Василий Яковлевич
5. Симоненко, Николай Иванович
6. Швыдкой, Павел Васильевич

### Шишацкий район
1. Боридько, Фёдор Петрович
2. Волкенштейн, Сергей Сергеевич